# Kokcidie jaterní
Kokcidie jaterní (Eimeria stiedae) z rodu Eimeria je kokcidie způsobující jaterní kokcidiózu u králíků. Vyskytuje se na celém světě a od ostatních členů rodu Eimeria se odlišuje tím, že parazituje v jaterní tkáni. Poprvé byla pozorována biologem Antonim van Leeuwenhoekem v roce 1674.

## Životní cyklus
Životní cyklus Eimerií je jednohostitelský a sestává ze tří fází: merogonie (schizogonie), gametogonie a sporogonie. Králíci požívají sporulované oocysty. Sporulované oocysty obsahují sporozoity, které se vylíhnou a cestují přes jaterní portální žílu do jater a nakonec proniknou do žlučového epitelu, kde podstoupí nepohlavní rozmnožování známé jako schizogonie. Ruptura schizonta následně způsobí prasknutí a smrt epiteliálních buněk. Merozoiti proniknou do jiných buněk a vytvoří více merozoitů během jedno či několika kol. Nakonec se merozoit stane samčím mikrogamocytem a nepohlavně se rozmnoží v epiteliálních buňkách. Prasklý mikrogamecyt infikuje buňku samičím makrogamecytem a sexuální reprodukcí vytvoří zygotu. Zygota si ještě stihne vyvinout ochranný obal předtím, než bude vypuzena žlučí a poté výkaly ven jako oocysta. Do vnějšího prostředí se oocysty dostávají v nesporulované formě. Oocysta posléze podléhá sporogonii. Meiotickým dělením vzniknou 4 sporoblasty, a každý sporoblast se dále vyvine v jednu sporocystu. Celý cyklus trvá přibližně 7 dní.
Při interakci parazit – hostitel začne kokcidie syntetizovat specializované molekulární komplexy, které jsou nutné ke klouzavému pohybu a k vytvoření "moving junction". Tyto komplexy pomáhají parazitům dostat se do hostitelových buněk.

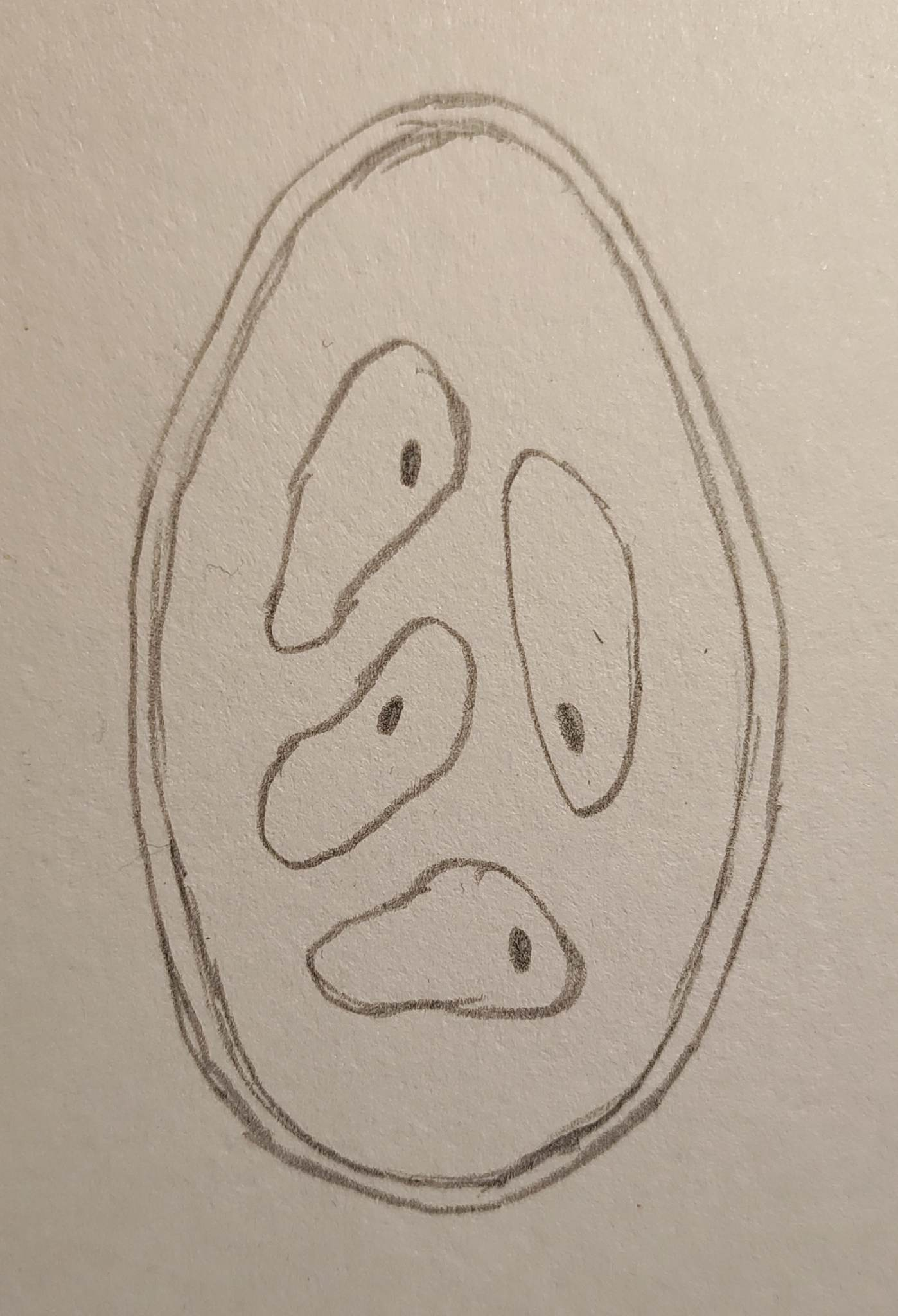
Sporulovaná oocysta se sporozoity

## Patogeneze
Tyto kokcidie jsou odpovědné za jaterní kokcidiózu. Kokcidióza byla prohlášena za jedno z nejčastějších parazitárních onemocnění u králíků, zejména u samic a mláďat. Počet nakažených králíků se zvyšuje na jaře a v létě, tedy v době, kdy je počet mláďat největší. Jeho patogenita je označena za mírnou až závažnou. Schizonty ve žlučovodu způsobují hyperplazii žlučovodu a zablokování žlučovodů vedoucí k hepatomegalii (zvětšení jater) a tím i ke žloutence. Kvůli selhání jater je břicho roztaženo tekutinou. Nebezpečí hrozí zejména u malých králíčků po odstavu mateřského mléka. Mateřské mléko obsahuje protilátky, která malé králíčky chrání. Po odstavu se jim už této ochrany nedostává a jsou snazším cílem. Kokcidie způsobují hromadné hynutí králíčků právě v důsledku odstavu. Nejzranitelnější věk je tedy kolem 2–3 měsíců. Přenos kokcidií probíhá převážně fekálně-orální cestou. Nejčastějším zdrojem nákazy je kontaminované krmivo a voda. Oocysty vylučované fekální cestou se stávají infekčními během 3 dnů.

### Diagnostika
Většina infekcí probíhá asymptomaticky. Nemusí se ani zjistit, že byl králík napaden. Symptomy se objevují převážně u malých králíčků. Hlavními symptomy jsou například anorexie, chřadnutí, ikterus, průjem, zácpa, pokles růstu. Může docházet i ke snížení reprodukční schopnosti. Výkaly králíků také mohou obsahovat množství hlenu nebo krve. Břicho králíků může být zvětšené v důsledku vodnatosti nebo zvětšení jater a žlučníku, které lze pozorovat na rentgenových snímcích. U jater se také objevují bílé skvrny. Může docházet k ucpání žlučovodů. Při důkladnějších prohlídkách byla zjištěna zvýšená hladina bilirubinu u nakažených králíčků.

### Léčba
Preventivně lze králíky chránit podáváním léčiv – kokcidiostatiky. Kokcidiostatika se prodávají buďto rovnou ve směsi s krmivem a nebo jako doplněk stravy. Problémem této léčby je vznik rezistence kokcidií vůči lékům. V dnešní době se tedy hledají různé alternativy této dosud používané preventivní léčby. Důležitá je také hygiena a pravidelná kontrola výkalů. Králíci se nakazí z výkalů obsahujících oocysty. Při nedodržování dostatečné hygieny se oocysty roznesou na více míst a šance nákazy stoupá. S tím souvisí i nutnost pravidelné výměny podestýlek. Je také vhodné vyvarovat se zeleného krmení z míst, které mohly být kontaminovány divokými králíky. Nakažení králíci jsou léčeni antikokcidiky, které se podávají do vody. Známý je například přípravek Baycox. K léčbě antikokcidiky je také dobré zároveň podávat nějaká probiotika pro podporu střevních bakterií.